# Caeciliusidae
|  | Dieser Artikel wurde aufgrund von formalen oder inhaltlichen Mängeln in der Qualitätssicherung Biologie im Abschnitt „Insekten“ zur Verbesserung eingetragen. Dies geschieht, um die Qualität der Biologie-Artikel auf ein akzeptables Niveau zu bringen. Bitte hilf mit, diesen Artikel zu verbessern! Artikel, die nicht signifikant verbessert werden, können gegebenenfalls gelöscht werden. Lies dazu auch die näheren Informationen in den Mindestanforderungen an Biologie-Artikel. Begründung: kein Artikel --Hydro (Diskussion) 10:13, 30. Mai 2020 (CEST) |

Caeciliusidae ist eine Familie von Psocoptera, die zur Unterordnung Psocomorpha gehört. Diese Familie wurde früher Caeciliidae genannt, wurde jedoch umbenannt, um eine Homonymie mit der Amphibienfamilie der Caeciliidae zu vermeiden.